# Jurinea
Jurinea Cass., 1821 è un genere di piante erbacee angiosperme dicotiledoni  della famiglia delle Asteraceae.

## Descrizione
L'aspetto di queste piante è erbaceo o cespuglioso. Sono prive di spine e spesso hanno un portamento acaulescente. La forma biologica della maggior parte delle specie (almeno per quelle europee) è emicriptofita rosulata (H ros) oppure emicriptofita scaposa (H scap).
Le foglie sono sia basali e formano una rosetta che cauline. Le forme variano da pennatosette a oblanceolato-spatolate (quelle basali) a lineari-lanceolate (quelle cauline). Le foglie indivise hanno bordi da interi a dentati. La pagina fogliare inferiore è pubescente (lanosa o tomentosa), quella superiore è bianco-verde. Il rachide può essere alato.
La infiorescenza è formata da un unico capolino scaposo (sessile o peduncolato). La struttura del capolino è quella tipica delle Asteraceae: un involucro piriforme-cilindrico (conico) o fusiforme o ovoidale-oblungo o campanulato o a forma di ciotola, composto da diverse brattee (o squame) inermi (senza appendice apicale spinosa) da erbacee a coriacee, disposte su più serie in modo embricato che fanno da protezione al ricettacolo più o meno piano (o convesso), provvisto più o meno di pagliette (o setole più o meno rigide), sul quale s'inseriscono i fiori tubulosi. Le squame (a volte ragnatelose) hanno forme diverse (lanceolate o lineari o ovali - possono essere anche riflesse) e sullo stesso capolino possono essere di dimensioni diverse; i margini sono interi o dentati con apici ottusi o acuti; il portamento può essere appressato oppure no.
I fiori sono tutti del tipo tubuloso (il tipo ligulato, i fiori del raggio, presente nella maggioranza delle Asteraceae, qui è assente), sono ermafroditi, attinoformi, tetra-ciclici (con quattro verticilli: calice – corolla – androceo – gineceo) e pentameri (ossia sia il calice che la corolla sono composti da cinque elementi).
- Formula fiorale:

- /x K {\displaystyle \infty }, [C (5), A (5)], G 2 (infero), achenio

- Calice: i sepali del calice sono ridotti ad una coroncina di squame.
- Corolla: la corolla ha una forma cilindrica regolare (tubolare) ma sottile terminante improvvisamente con 5 lobi; il colore varia da rosa, porpora a rosso vinoso (raramente è biancastro). Sui petali sono presenti delle ghiandole sessili.
- Androceo: gli stami sono 5 con filamenti liberi e glabri; le antere sono saldate fra di loro e formano un manicotto circondante lo stilo. Le appendici delle antere sono lacerato-lanceolate.
- Gineceo: l'ovario è infero e uniloculare formato da 2 carpelli; lo stilo è unico con uno stimma terminale brevemente bifido e glabro (è presente solamente un anello di peli sotto la ramificazione dello stilo). La superficie stigmatica è localizzata nella parte interna dello stilo.[13]

I frutti sono degli acheni a forma da tetrangolare a piramidale, allungati e stretti (obconici); longitudinalmente sono presenti sia delle coste che dei solchi. La superficie può essere ghiandolosa, liscia o ruvida con tubercoli o verruche. All'apice del frutto è presente un nettario e un piccolo anello dentato. Il pappo si compone di un ciuffo di peli bi-seriati: i peli esterni sono persistenti e denticolati, quelli interni più grandi sono più piumosi, caduchi e connati alla base. Il colore del pappo varia da bianco a paglierino.

## Biologia
- Impollinazione: l'impollinazione avviene tramite insetti (impollinazione entomogama).
- Riproduzione: la fecondazione avviene fondamentalmente tramite l'impollinazione dei fiori (vedi sopra).
- Dispersione: i semi cadendo a terra (dopo essere stati trasportati per alcuni metri dal vento per merito del pappo – disseminazione anemocora) sono successivamente dispersi soprattutto da insetti tipo formiche (disseminazione mirmecoria).

## Distribuzione e habitat
La distribuzione delle specie di questo genere è eurasiatica (non tropicale).

## Tassonomia
La famiglia di appartenenza di questa voce (Asteraceae o Compositae, nomen conservandum) probabilmente originaria del Sud America, è la più numerosa del mondo vegetale, comprende oltre 23.000 specie distribuite su 1.535 generi, oppure 22.750 specie e 1.530 generi secondo altre fonti (una delle checklist più aggiornata elenca fino a 1.679 generi). La famiglia attualmente (2021) è divisa in 16 sottofamiglie.
La tribù Cardueae (della sottofamiglia Carduoideae) a sua volta è suddivisa in 12 sottotribù (la sottotribù Saussureinae è una di queste).

### Filogenesi
Le specie di questo genere in precedenti trattamenti erano descritte all'interno del gruppo informale (provvisorio da un punto di vista tassonomico) "Jurinea-Saussurea Group". In questo gruppo erano descritti principalmente quattro generi: Dolomiaea, Jurinea, Polytaxis e Saussurea. In seguito ad ulteriori ricerche e analisi di tipo filogenetico, allorquando il gruppo ha acquisito la sua denominazione definitiva di sottotribù, si sono aggiunti altri nuovi generi.
Gli ultimi risultati delle analisi di tipo filogenetico sul DNA indicano che Jurinea è polifiletica nella sua circoscrizione attuale. Questo poiché le specie J. gedrosiaca e J. cartilaginea andrebbero collocate nella sottotribù Centaureinae delle Cardueae. Il resto di Jurinea è monofiletico e suddiviso in due cladi principali corrispondenti alla fascia occidentale e orientale dell'area di distribuzione del genere. La sorella del clade di Jurinea è composta dal gruppo di generi Himalaiella Raab-Straube (con 17 specie) e Lipschitziella Kamelin (con 2 specie). Il genere Jurinella, che in precedenza è stato segregato da Jurinea in base alla morfologia dell'achenio, in realtà è congenerica con Jurinea.
Il genere Pilostemon (per alcune checklist "incertae sedis") differisce da Jurinea solo per i connettivi dell'antera. Tutti gli altri caratteri diagnostici relativi al genere Jurinea, specialmente in riguardo alla struttura del ricettacolo, dell'achenio e del pappo, si possono trovare almeno in alcune delle sezioni di Jurinea. Pilostemon è quindi considerato un sinonimo del genere di questa voce.
Nella sottotribù Jurinea, da un punto di vista filogenetico, occupa una posizione abbastanza centrale vicino al genere Himalaiella Raab-Straube. Da un punto di vista morfologico è simile al genere Centaurea ma i fiori sono ermafroditi e gli acheni sono pubescenti. Dal genere Carduus differisce in quanto non è spinosa e gli acheni si presentano con 4 - 5 angoli.
I numeri cromosomici delle specie di questo genere variano: 2n = 34 - 36.

### Elenco delle specie
Le specie assegnate a questo genere sono 241:
A
- Jurinea abolinii Iljin
- Jurinea abramovii  Regel & Herder
- Jurinea adenocarpa  Schrenk
- Jurinea akinfievii  Nemirova
- Jurinea alata  Cass.
- Jurinea albescens  (DC.) N.Garcia, Herrando & Susanna
- Jurinea albicaulis  Bunge
- Jurinea albovii  Galushko & Nemirova
- Jurinea algida  Iljin
- Jurinea almaatensis  Iljin
- Jurinea alpigena  K.Koch
- Jurinea altaica  Iljin
- Jurinea ancyrensis  Bornm.
- Jurinea androssovii  Iljin
- Jurinea annae  Sosn.
- Jurinea antoninae  Iljin
- Jurinea antunowi  C.Winkl.
- Jurinea arachnoidea  Bunge
- Jurinea armeniaca  Sosn.
- Jurinea asperifolia  Iljin
- Jurinea atropurpurea  C.Winkl. ex Iljin
- Jurinea aucheriana  DC.
- Jurinea auriculata  (DC.) N.Garcia, Herrando & Susanna

B
- Jurinea baissunensis  Iljin
- Jurinea baldschuanica  C.Winkl.
- Jurinea bellidioides  Boiss.
- Jurinea berardioides  (Boiss.) O.Hoffm.
- Jurinea bipinnatifida  C.Winkl.
- Jurinea blanda  (M.Bieb.) C.A.Mey.
- Jurinea bobrovii  Iljin
- Jurinea bocconei  Guss.
- Jurinea botschantzevii  Iljin
- Jurinea brachypappa  Nemirova
- Jurinea bracteata  Regel & Schmalh.
- Jurinea brevicaulis  Boiss.
- Jurinea breviscapa  O.Schwarz
- Jurinea bucharica  C.Winkl.
- Jurinea bulgarica  Velen.
- Jurinea bungei  Boiss.

C
- Jurinea cadmea  Boiss.
- Jurinea caespitans  Iljin
- Jurinea caespitosa  C.Winkl. ex O.Fedtsch. & B.Fedtsch.
- Jurinea calcarea  Klokov
- Jurinea capusii  Franch.
- Jurinea carduicephala  Iljin
- Jurinea carduiformis  (Jaub. & Spach) Boiss.
- Jurinea cartaliniana  Boiss.
- Jurinea cataonica  Boiss. & Hausskn.
- Jurinea catharinae  Iljin
- Jurinea cephalopoda  Iljin
- Jurinea ceratocarpa  (Decne.) Benth. ex C.B.Clarke
- Jurinea chaetocarpa  (Ledeb.) Ledeb.
- Jurinea chenopodiifolia  (Klatt) N.Garcia, Herrando & Susanna
- Jurinea chitralica  (Duthie) N.Garcia, Herrando & Susanna
- Jurinea ciscaucasica  (Sosn.) Iljin
- Jurinea consanguinea  DC.
- Jurinea cordata  Boiss. & Hausskn.
- Jurinea coronopifolia  Sommier & Levier
- Jurinea cretacea  Bunge
- Jurinea creticola  Iljin
- Jurinea crispa  (Vaniot) N.Garcia, Herrando & Susanna
- Jurinea cyanoides  (L.) Rchb.
- Jurinea cypria  Boiss.
- Jurinea czilikinoana  Iljin

D
- Jurinea darvasica  Iljin
- Jurinea deltoidea  (DC.) N.Garcia, Herrando & Susanna
- Jurinea densisquamea  Iljin
- Jurinea derderioides  C.Winkl.
- Jurinea dolomitica  Galushko
- Jurinea dshungarica  (Rubtzov) Iljin
- Jurinea dumulosa  Boiss.

E
- Jurinea eduardi-regelii  Iljin
- Jurinea efeae N.Aksoy
- Jurinea elbursensis  (Wagenitz) Tscherneva
- Jurinea elegans  Steven
- Jurinea elegantissima  Iljin
- Jurinea eriobasis  DC.
- Jurinea ewersmannii  Bunge
- Jurinea eximia  Tekutj.

F
- Jurinea fedtschenkoana  Iljin
- Jurinea ferganica  Iljin
- Jurinea filicifolia  Boiss.
- Jurinea filifolia  (Regel & Schmalh.) C.G.A.Winkl.
- Jurinea fontqueri  Cuatrec.
- Jurinea frigida  Boiss.

G
- Jurinea gabrieliae  Bornm.
- Jurinea galushkoi  Nemirova
- Jurinea gilesii  (Hemsl.) N.Garcia, Herrando & Susanna
- Jurinea gilliatii  Turrill
- Jurinea giviensis  Mirtadz.
- Jurinea glycacantha  DC.
- Jurinea gorodkovii  Iljin
- Jurinea gracilis  Iljin
- Jurinea grossheimii  Sosn.
- Jurinea grumosa  Iljin

H
- Jurinea hamulosa  Rubtzov
- Jurinea helichrysifolia  Popov ex Iljin
- Jurinea heteromalla (D.Don) N.Garcia, Herrando & Susanna
- Jurinea heterophylla  (Jaub. & Spach) Boiss.
- Jurinea humilis  (Desf.) DC.

I
- Jurinea iljinii  Grossh.
- Jurinea impressinervis  Iljin
- Jurinea inuloides  Boiss. & Hausskn.

J
- Jurinea jucunda  (C.Winkl.) Sennikov

K
- Jurinea kamelinii  Iljin
- Jurinea kapelkini  O.Fedtsch.
- Jurinea karabugasica  Iljin
- Jurinea karatavica Iljin
- Jurinea karategina  (Lipsky) O.Fedtsch.
- Jurinea kaschgarica  Iljin
- Jurinea kazachstanica  Iljin
- Jurinea kemahensis  B.Dogan, Kandemir & A.Duran
- Jurinea khorassanica  Joharchi & Mirtadz.
- Jurinea kilaea  Azn.
- Jurinea kirghisorum  Janisch.
- Jurinea kitanovii  Iljin
- Jurinea knorringiana  Iljin
- Jurinea kokanica  Iljin
- Jurinea komarovii  Iljin
- Jurinea kopetensis  Rech.f.
- Jurinea korotkovae  Turak. & F.O.Khass.
- Jurinea krascheninnikovii  Iljin
- Jurinea kultiassovii  Iljin
- Jurinea kuraminensis  Iljin
- Jurinea kyzylkyrensis  Kamelin & Tscherneva

L
- Jurinea lanipes  Rupr.
- Jurinea lasiopoda  Trautv.
- Jurinea ledebourii  Bunge
- Jurinea leptoloba DC.
- Jurinea levieri  Albov
- Jurinea lipskyi  Iljin
- Jurinea lithophila  Rubtzov
- Jurinea longifolia  DC.
- Jurinea ludmilae  Iljin
- Jurinea lydiae  Iljin

M
- Jurinea macranthodia  Iljin
- Jurinea macrocephala  DC.
- Jurinea mallophora  Rech.f. & Köie
- Jurinea mamillarioides  Iljin
- Jurinea mariae  Pavlov
- Jurinea maxima  C.Winkl.
- Jurinea meda  Bornm.
- Jurinea merxmuelleri  Podlech
- Jurinea mesopotamica  Hand.-Mazz.
- Jurinea micevskii  Stevan.
- Jurinea michelsonii  Iljin
- Jurinea microcephala  Boiss.
- Jurinea mobayenii  Ghahr. & Mirtadz.
- Jurinea modesta  Boiss.
- Jurinea modesti  Czerep.
- Jurinea mollis  (L.) Rchb.
- Jurinea mollissima  Klokov
- Jurinea mongolica  Maxim.
- Jurinea monocephala  Aitch. & Hemsl.
- Jurinea monticola  Iljin
- Jurinea moschus  (Hablitz) Bobrov
- Jurinea mugodsharica  Iljin
- Jurinea multicaulis  DC.
- Jurinea multiceps  Iljin
- Jurinea multiflora (L.) B.Fedtsch.
- Jurinea multiloba Iljin

N
- Jurinea nargalensis  Iljin
- Jurinea narynensis  Kamelin & Tscherneva
- Jurinea natmataungensis (Fujikawa) Fujikawa
- Jurinea neicevii  (Kouharov) Greuter
- Jurinea nivea  C.Winkl.

O
- Jurinea olgae  Regel & Schmalh.
- Jurinea orientalis  (Iljin) Iljin

P
- Jurinea peguensis C.B.Clarke) N.Garcia, Herrando & Susanna
- Jurinea persimilis  Iljin
- Jurinea perula-orientis  C.Jeffrey ex Grey-Wilson
- Jurinea pineticola  Iljin
- Jurinea pinnata  (Pers.) DC.
- Jurinea poacea  Iljin
- Jurinea polycephala  Formánek
- Jurinea polyclonos  DC.
- Jurinea pontica  Hausskn. & Freyn ex Hausskn.
- Jurinea popovii  Iljin
- Jurinea praetermissa  Galushko & Nemirova
- Jurinea prasinophylla  Rech.f.
- Jurinea prokhanovii  Nemirova
- Jurinea propinqua  Iljin
- Jurinea proteoides  Boiss. & Hausskn.
- Jurinea psammophila  Iljin
- Jurinea pseudoiljinii  Galushko & Nemirova
- Jurinea pteroclada  Iljin
- Jurinea pulchella  DC.
- Jurinea pumila  Albov

R
- Jurinea radians Boiss.
- Jurinea ramosissima  DC.
- Jurinea ramulosa  Boiss. & Hausskn.
- Jurinea rhizomatoidea  Iljin
- Jurinea robusta  Schrenk
- Jurinea roegneri  K.Koch
- Jurinea rosulata  Klatt
- Jurinea ruprechtii  Boiss.

S
- Jurinea salicifolia  Gruner
- Jurinea sangardensis  Iljin
- Jurinea schachimordanica  Iljin
- Jurinea schischkiniana  Iljin
- Jurinea semenovii  (Herder) C.Winkl.
- Jurinea serratuloides  Iljin
- Jurinea shahrestanica  Rech.f.
- Jurinea sharifiana  Rech.f. & Esfand.
- Jurinea sintenisii  Bornm.
- Jurinea sosnowskyi  Grossh.
- Jurinea spectabilis  Fisch. & C.A.Mey.
- Jurinea spiridonovii  Iljin
- Jurinea spissa Iljin
- Jurinea squarrosa  Fisch. & C.A.Mey.
- Jurinea staehelinae  (DC.) Boiss.
- Jurinea stenocalathia  Rech.f.
- Jurinea stenophylla  Iljin
- Jurinea stoechadifolia  (M.Bieb.) DC.
- Jurinea subhastata  Pancic
- Jurinea suffruticosa  Regel

T
- Jurinea tadshikistanica  Iljin
- Jurinea tapetodes  Iljin
- Jurinea taygetea  Halácsy
- Jurinea tenuiloba  Bunge
- Jurinea thianschanica  Regel & Schmalh.
- Jurinea tortisquamea  Iljin
- Jurinea tortumensis  A.Duran & B.Dogan
- Jurinea transhyrcana  Iljin
- Jurinea transsylvanica  (Spreng.) Simonk.
- Jurinea transuralensis Iljin
- Jurinea trautvetteriana  Regel & Schmalh.
- Jurinea trifurcata Iljin
- Jurinea tschernevae  Tojibaev & Turginov
- Jurinea turcica  B.Dogan & A.Duran
- Jurinea tzar-ferdinandi  Davidov

V'
- Jurinea venusta  Iljin
- Jurinea viciosoi  Pau

W
- Jurinea winkleri  Iljin
- Jurinea woronowii  Iljin

X
- Jurinea xeranthemoides  Iljin
- Jurinea xerophytica  Iljin

Y
- Jurinea yakla (C.B.Clarke) N.Garcia, Herrando & Susanna

Z
- Jurinea zakirovii  Iljin

### Specie della flora italiana
In italia sono presenti due specie del genere Jurinea:
- il fusto ha uno sviluppo normale (3 - 6 dm); i lobi delle foglie sono strettamente lanceolati;

Jurinea mollis (L.) Rchb. - Cardo del carso: il ciclo biologico è perenne; la forma biologica è emicriptofita scaposa (H scap); il tipo corologico è Sud Est Europeo; l'habitat tipico sono i prati aridi steppici; in Italia è una specie rara e si trova con discontinuità su tutto il territorio fino ad una quota da 300 a 1.700 m s.l.m..
- il fusto è ridotto (0 - 5 cm); i lobi delle foglie hanno delle forme ovate;

Jurinea bocconei Guss. - Cardo di Boccone:  il ciclo biologico è perenne; la forma biologica è emicriptofita rosulata (H ros); il tipo corologico è Endemico (Sicilia); l'habitat tipico sono i pendii rupestri e i macereti calcarei; in Italia è una specie rara e si trova solo in Sicilia fino ad una quota da 1.200 a 1.600 m s.l.m..

### Sinonimi
Alcuni sinonimi di questa voce:
- Aegopordon Boiss.
- Anacantha Sojak
- Derderia  Jaub. & Spach
- Hyalochaete  Dittrich & Rech.f.
- Jurinea Cass.
- Jurinella  Jaub. & Spach
- Microlonchoides  P.Candargy
- Modestia Kharadze & Tamamsch.
- Pilostemon IIjin
- Outreya  Jaub. & Spach
- Perplexia  Iljin

## Alcune specie

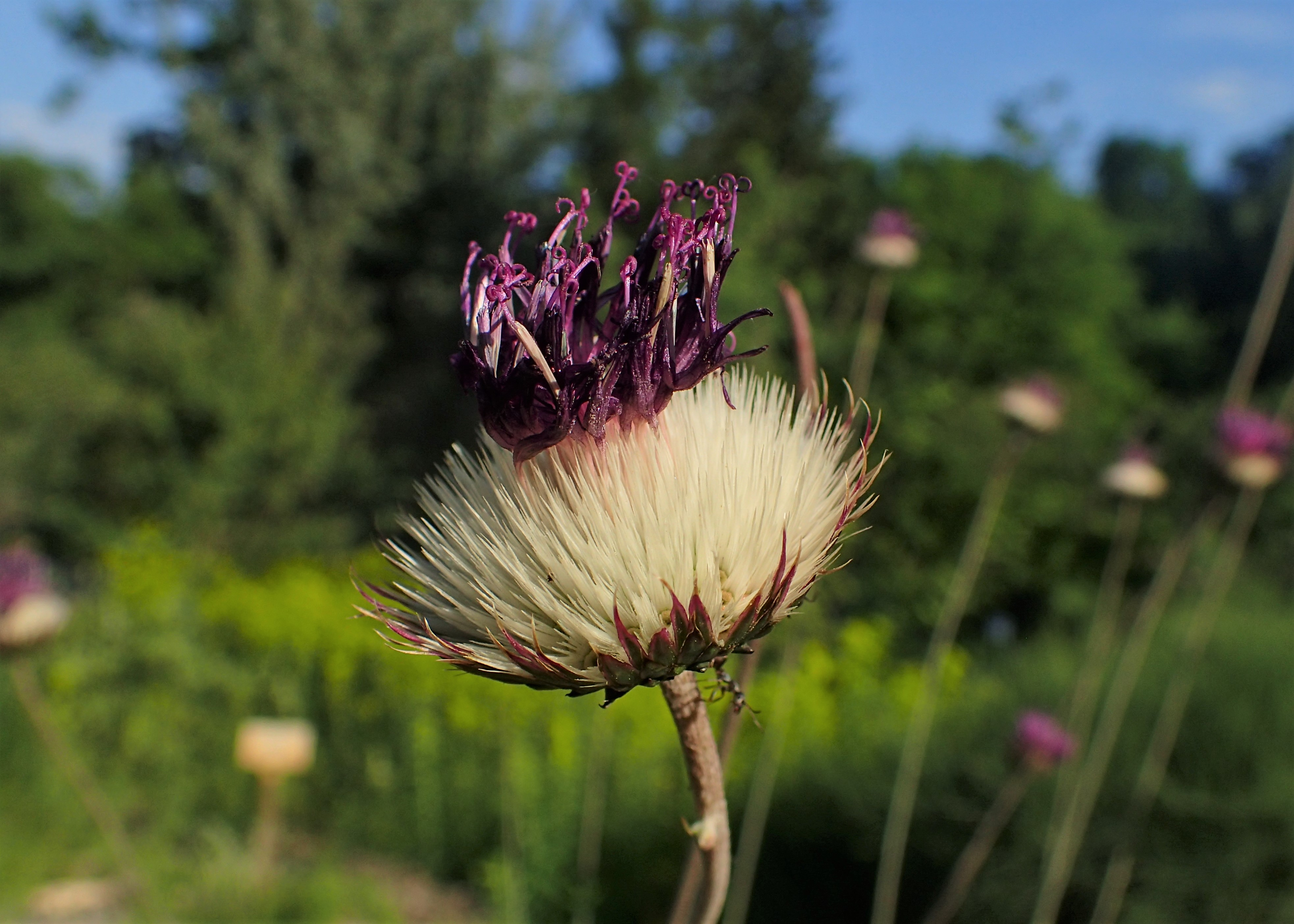
Jurinea arachnoidea
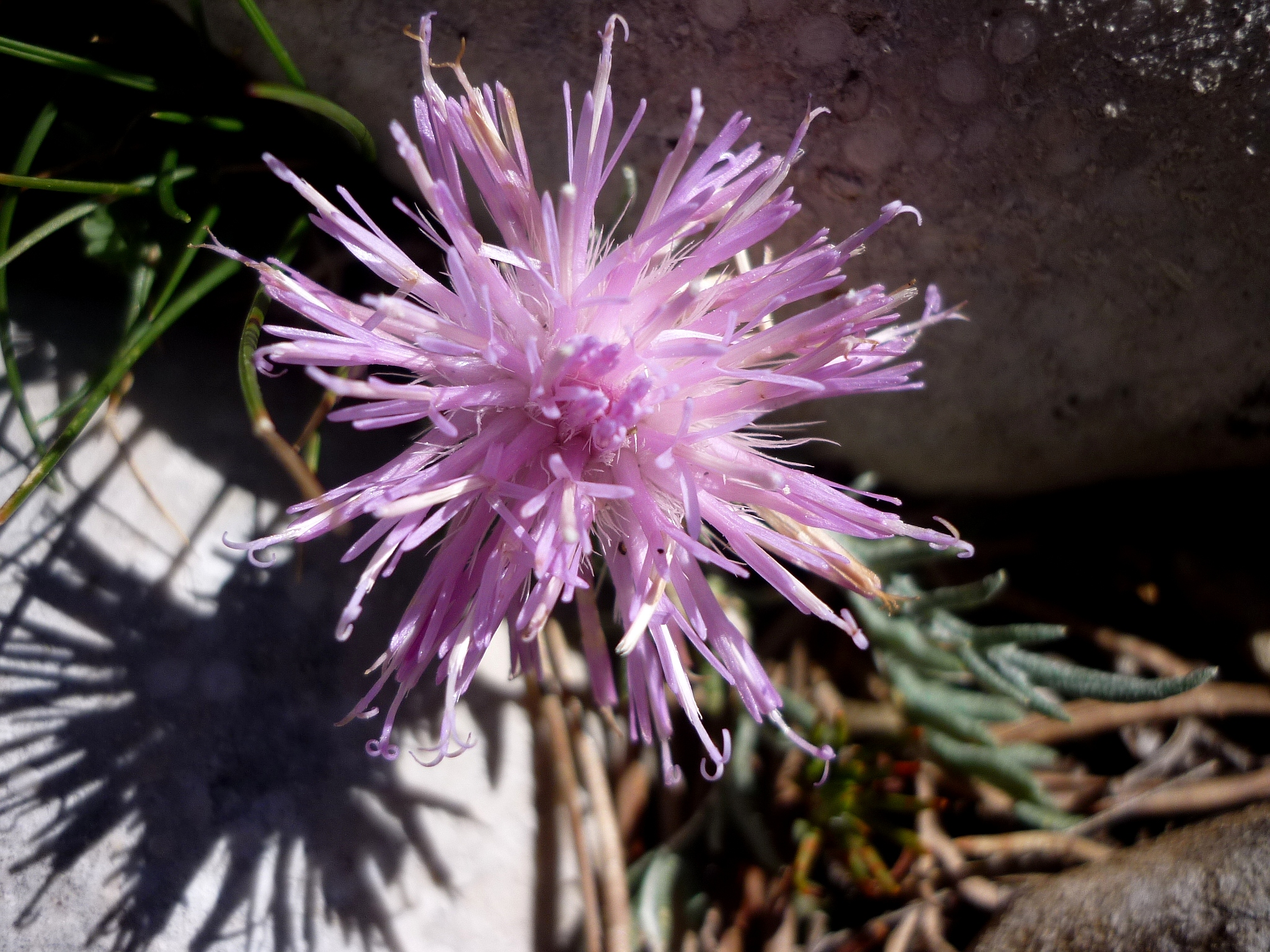
Jurinea humilis
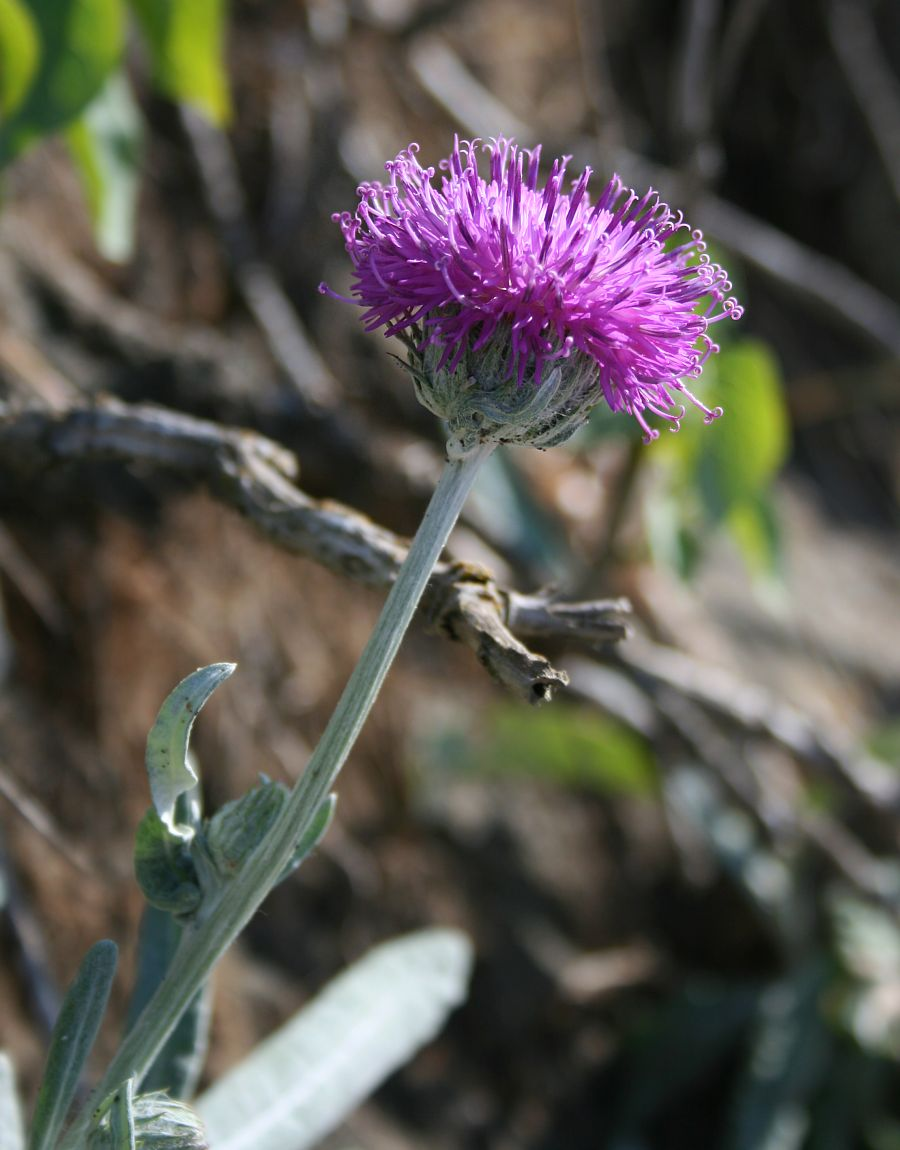
Jurinea kilaea
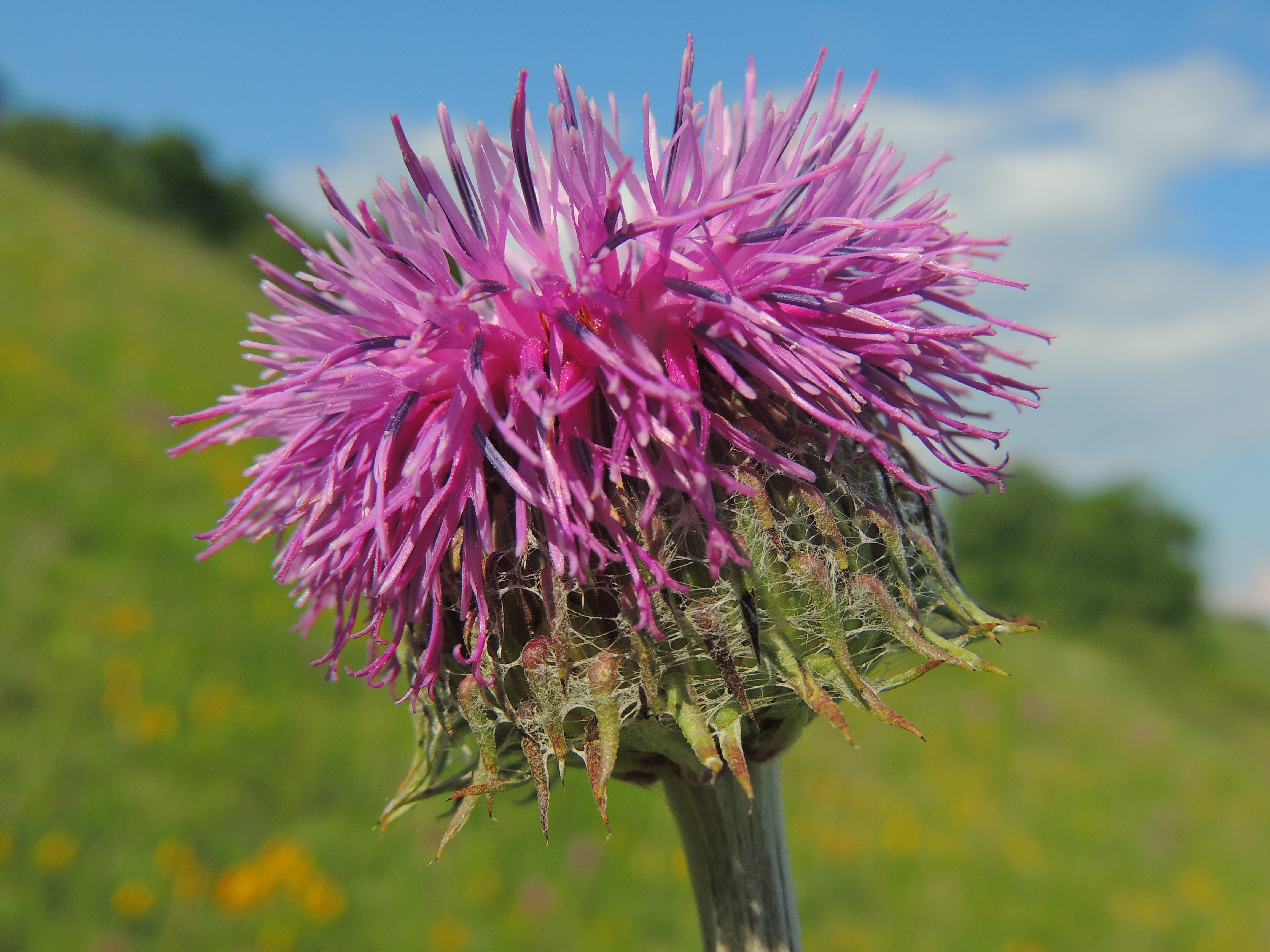
Jurinea mollis
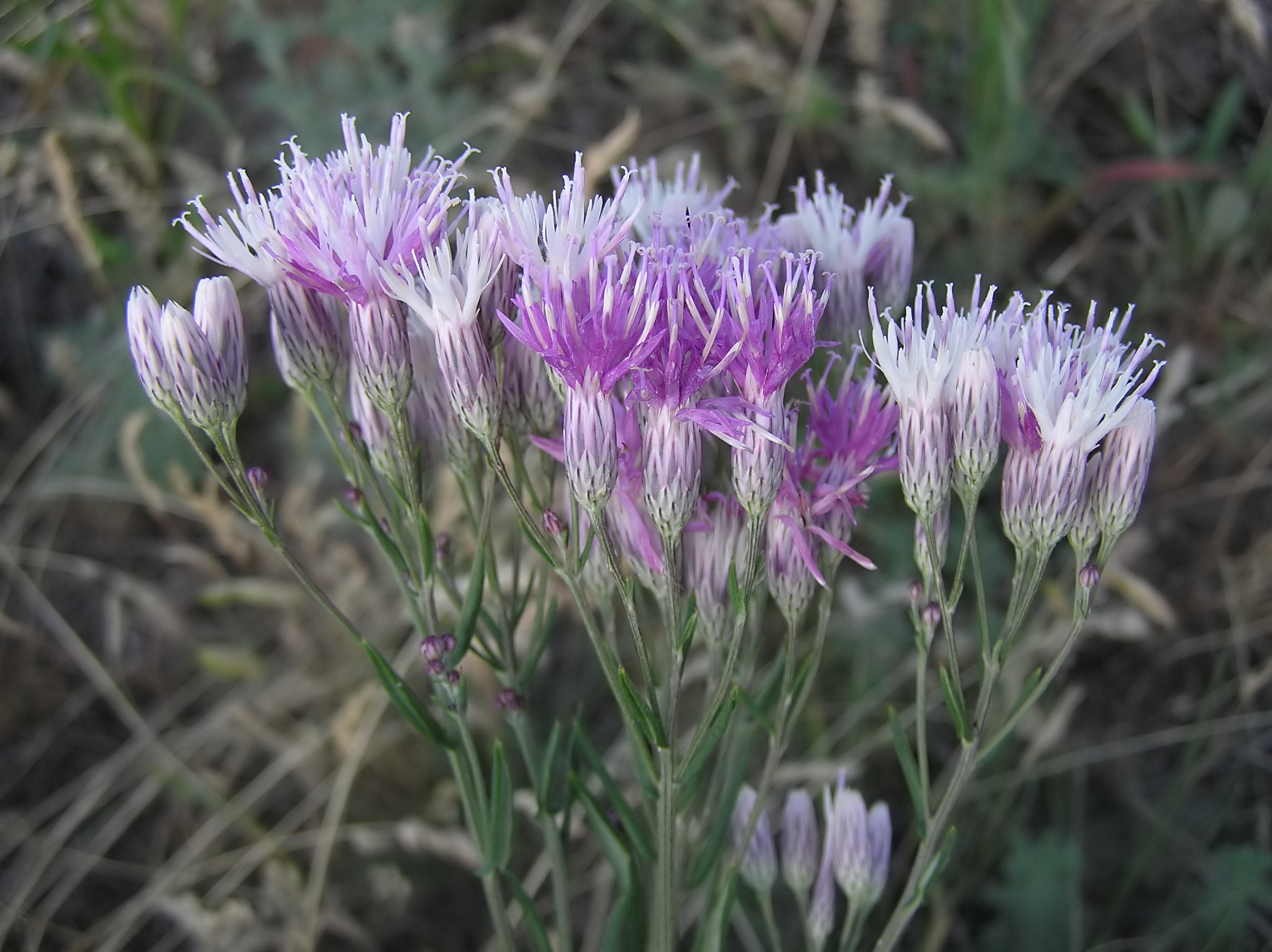
Jurinea multiflora
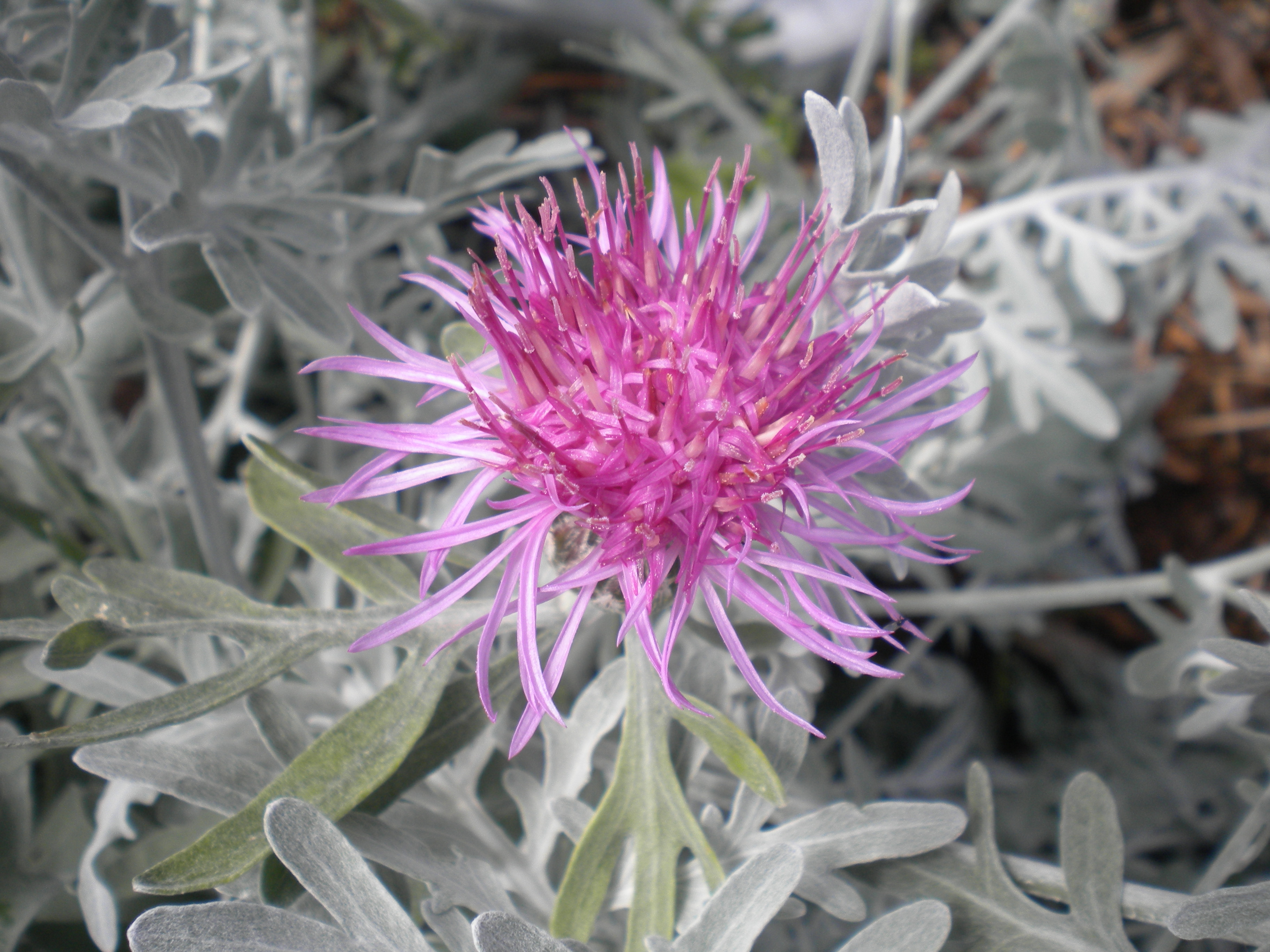
Jurinea pinnata
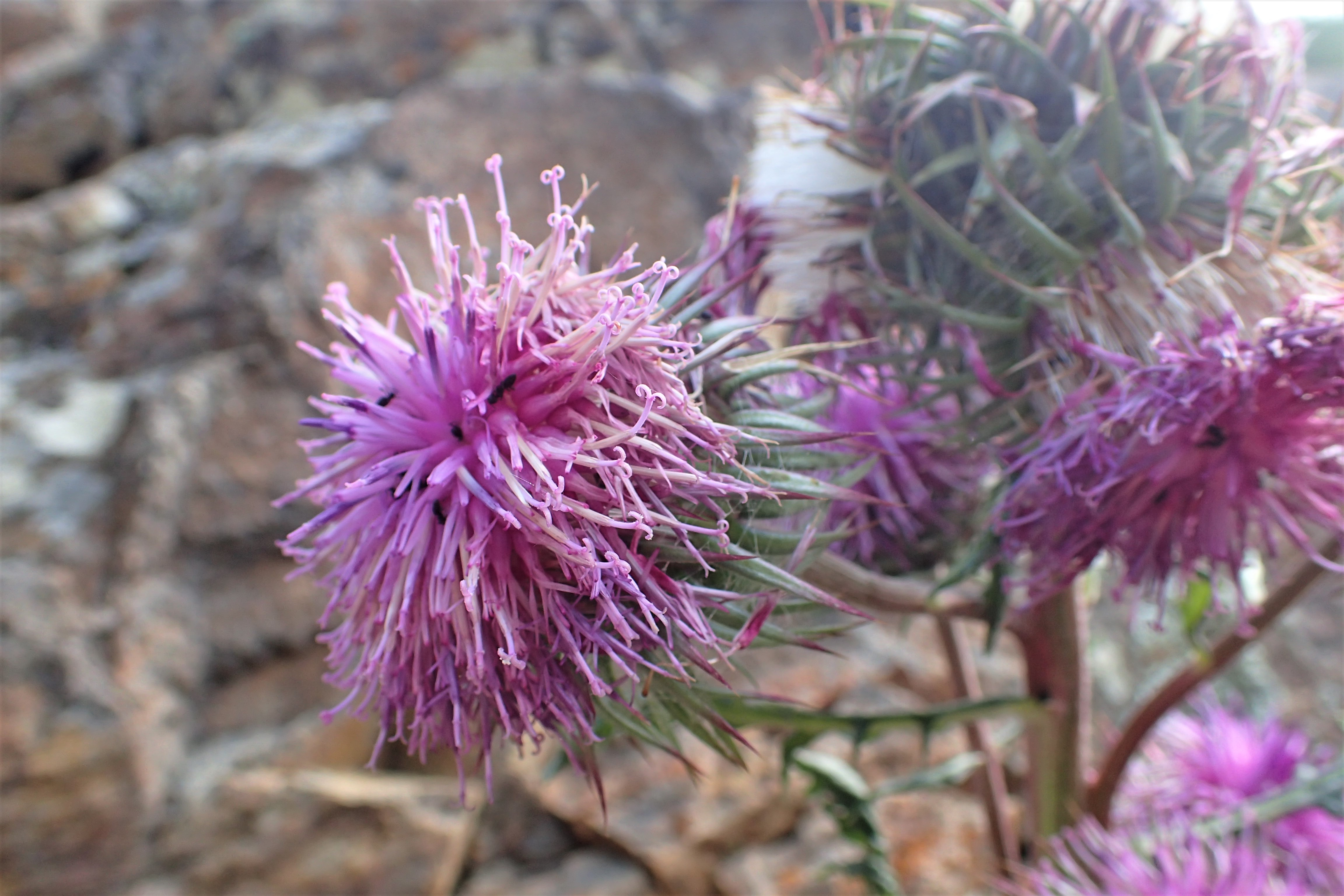
Jurinea spectabilis
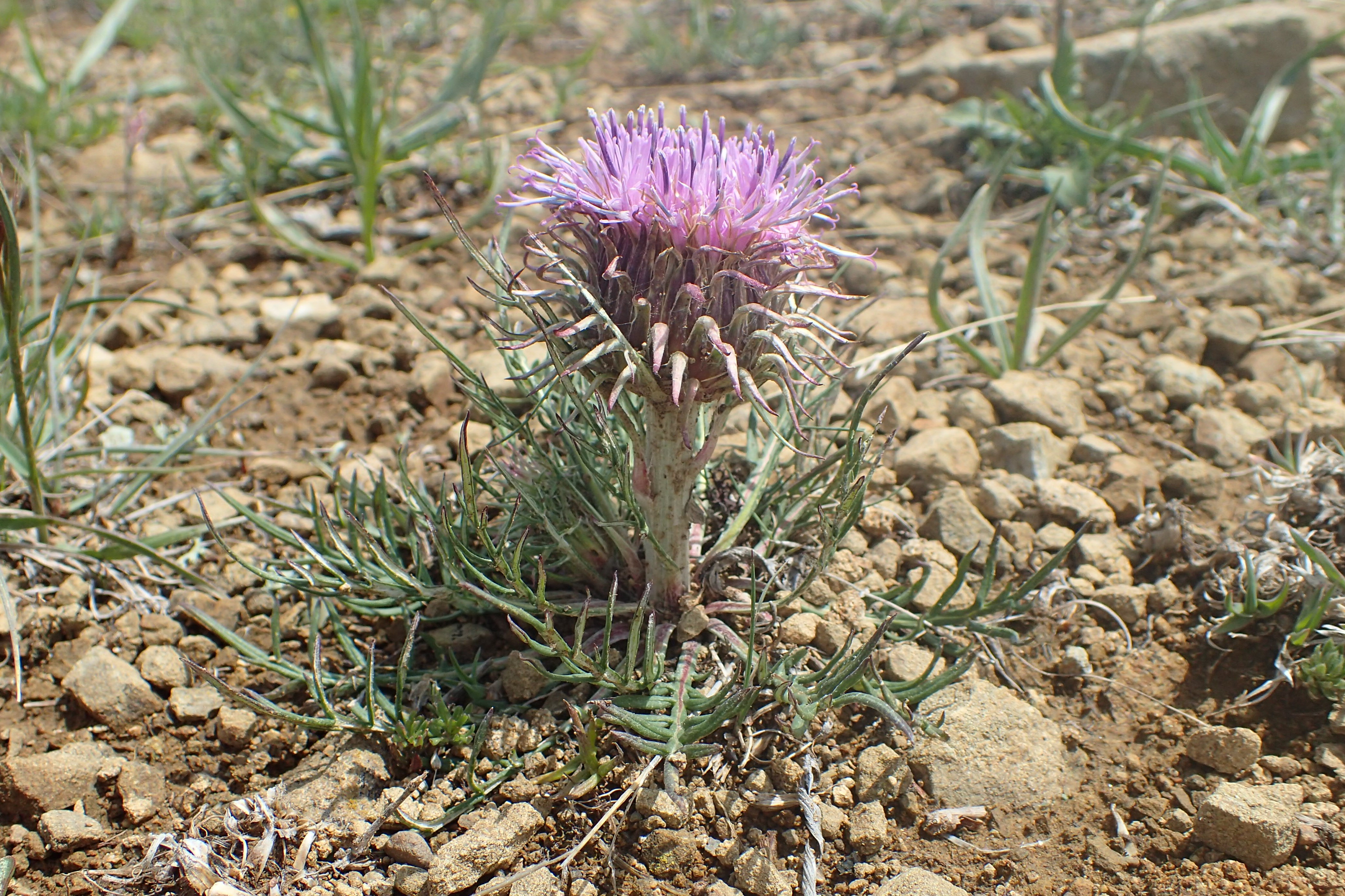
Jurinea squarrosa